# 纵纹凸额鲈
纵纹凸额鲈（学名：Petrometopon boenack）为鮨科凸额鲈属的鱼类。分布于印度、印度尼西亚、日本、菲律宾、昆士兰以及中国南海等海域。该物种的模式产地在日本。